# バレーボールトルコ男子代表
バレーボールトルコ男子代表は、バレーボールの国際大会で編成されるトルコの男子バレーボールナショナルチームである。

## 歴史
1949年に国際バレーボール連盟へ加盟。1958年トルコバレーボール連盟が設立。オリンピックとワールドカップの出場はないが、世界選手権には1966年と1998年に出場を果たした。1970年代から出場が途絶えていた欧州選手権は、2007年欧州選手権に予選をグループトップで勝ち抜いて出場し、42年ぶりの自国開催となる2009年欧州選手権には開催国枠で2大会連続出場した。

## 過去の成績

### オリンピックの成績
- 出場なし

### 世界選手権の成績
| - 1960年 - 不出場 - 1962年 - 不出場 - 1966年 - 15位 - 1970年 - 不出場 - 1974年 - 不出場 - 1978年 - 不出場 | - 1982年 - 不出場 - 1986年 - 不出場 - 1990年 - 不出場 - 1994年 - 不出場 - 1998年 - 19位 - 2002年 - 欧州予選敗退 | - 2006年 - 欧州予選敗退 - 2010年 - 欧州予選敗退 - 2014年 - 欧州予選敗退 - 2018年 - 欧州予選敗退 - 2022年 - 11位 - 2025年 - |

### 欧州選手権の成績
| - 1958年 - 12位 - 1963年 - 11位 - 1967年 - 14位 - 1971年 - 15位 - 2001年 - 予選敗退 - 2003年 - 予選敗退 | - 2007年 - 15位 - 2009年 - 13位 - 2011年 - 11位 - 2013年 - 14位 - 2015年 - 予選敗退 - 2017年 - 11位 | - 2019年 - 12位 - 2021年 - 10位 - 2023年 - 13位 |